# パーカーズバーグ (ウェストバージニア州)

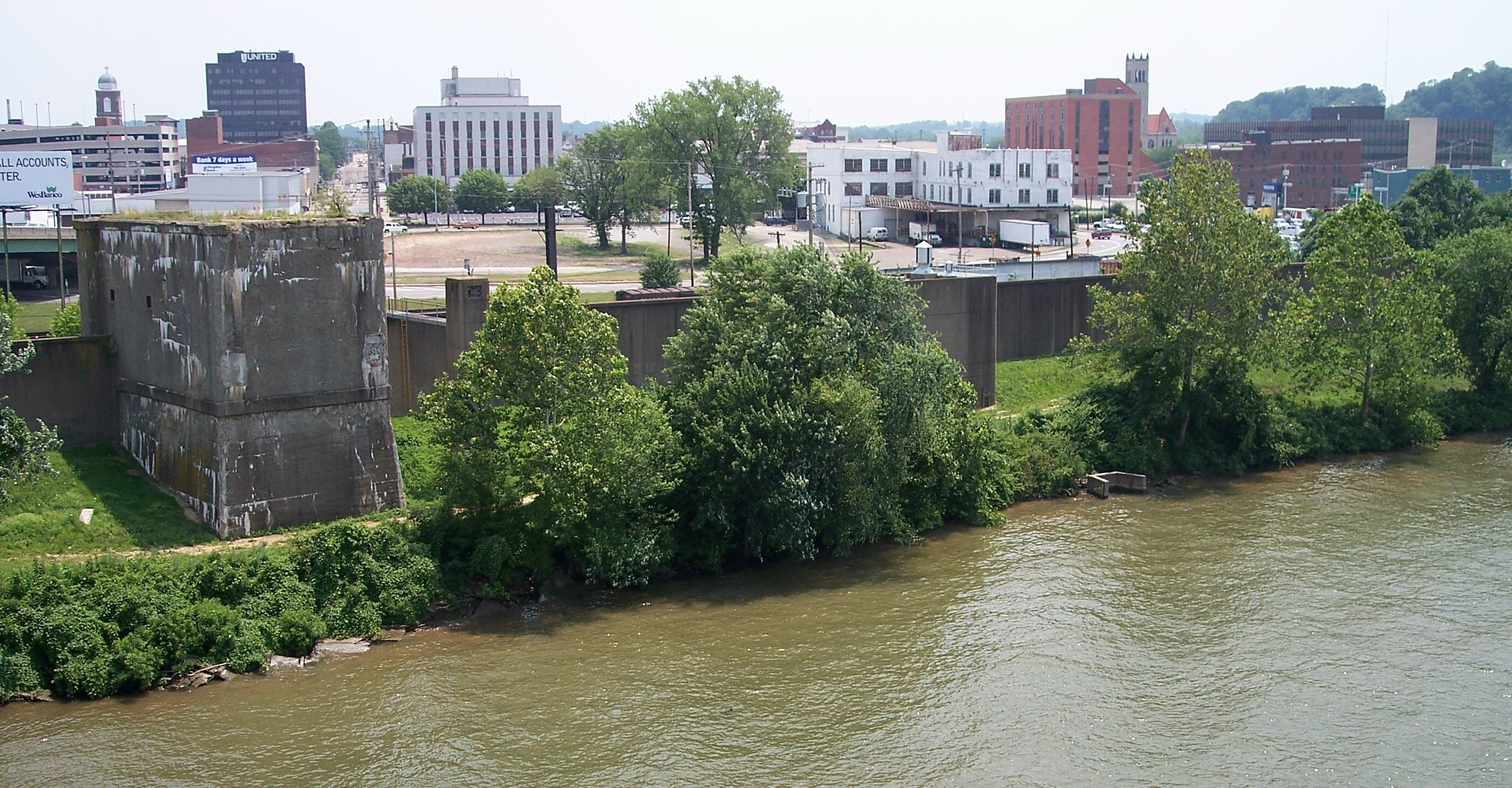
パーカーズバーグのダウンタウン。手前を流れる川はオハイオ川。

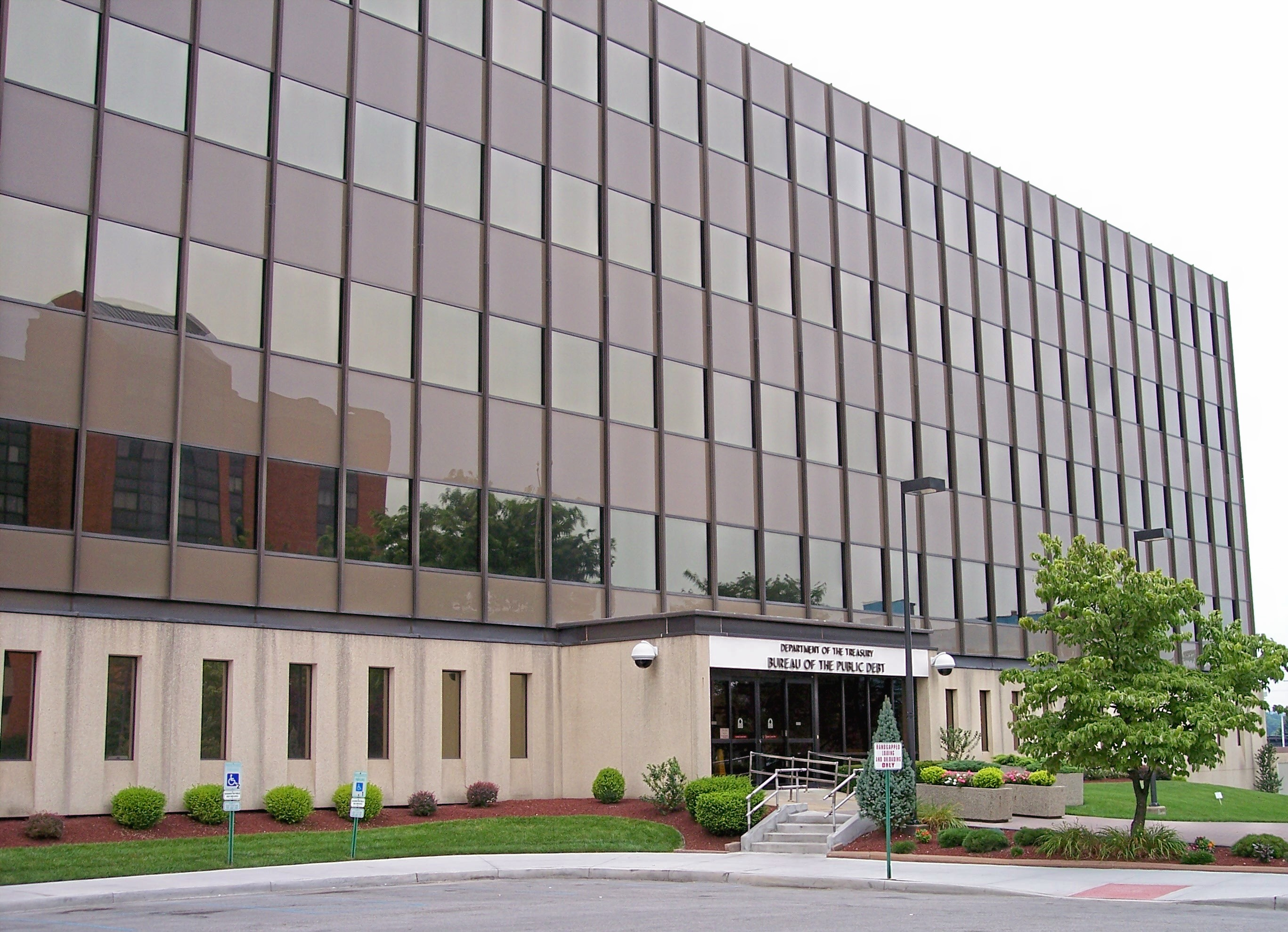
国債局の事務所

パーカーズバーグ（Parkersburg）は、アメリカ合衆国ウェストバージニア州の都市。ウッド郡の郡庁所在地である。人口は2万9738人（2020年）。州都チャールストン、ハンティントンに続く州第3の都市である。チャールストンの北125kmに位置し、オハイオ川に面している。
パーカーズバーグはアメリカ合衆国財務省の国債局が事務所を置いている街である。同局の本部はワシントンD.C.にあるが、ほとんどの職員はパーカーズバーグの事務所に勤務している。

## 歴史
パーカーズバーグの歴史は1700年代にさかのぼることができる。入植地が建設された当時はニューポートという地名であった。独立戦争後、戦争の功労者であったアレクサンダー・パーカー（Alexander Parker）にこの一帯の土地が与えられた。その後しばらくはパーカーとニューポートの都市計画者たちとの間で地名をめぐる衝突があったが、1809年に決着し、翌1810年にはパーカーズバーグという名に改められた。1820年にはバージニア州議会がパーカーズバーグを州の正式な町として認めた。1860年にはパーカーズバーグは市に昇格した。その3年後にバージニア州から分離独立する形でウェストバージニア州が成立すると、パーカーズバーグはそのままウェストバージニア州の市となった。
19世紀後半のパーカーズバーグは交通の要衝であった。同市はスタントン・パーカーズバーグ・ターンパイクとノースウェスタン・ターンパイク（現国道50号線）の終点となっていた。前者はバージニア州スタントンへ、後者はウィンチェスターへとそれぞれ通じていた。1857年にはボルチモア・アンド・オハイオ鉄道の支線がパーカーズバーグに開通した。南北戦争中、パーカーズバーグは交通と医療の拠点であった。南北戦争後は石油・天然ガスブームの中で、交通の拠点として20世紀中盤に至るまで発展を続けた。しかし、20世紀後半に入ると全米の多くの都市同様パーカーズバーグは衰退し、1960年に人口44,797人を数えたのをピークに人口減少が続いている。

## 地理

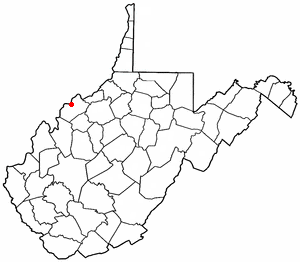
ウエストバージニア州内の位置

パーカーズバーグは北緯39度15分58秒 西経81度32分32秒 / 北緯39.26611度 西経81.54222度（39.266175, -81.542139）に位置している。アメリカ合衆国統計局によると、パーカーズバーグは総面積31.6km²（12.2mi²）である。そのうち30.6km²（11.8mi²）が陸地で1.0km²（0.4mi²）が水域である。総面積の3.19%が水域となっている。
パーカーズバーグはオハイオ川に面している。上流のホイーリングや下流のハンティントン同様、小規模なダウンタウンが川沿いのわずかな平地に形成されている。市の約3km下流にはブレンナーハセット島（Blennerhassett Island）という中州が位置している。この中州は州立歴史公園になっている。市からこの中州へは20分毎にフェリーの便がある。
州間高速道路I-77は市の東を南北に走っており、一番近い出口からダウンタウンまでは約6km離れている。州都チャールストンへは南へ約125kmである。

## 人口動勢
| パーカーズバーグ市 年代ごとの人口 |          |
| 1850年                            | 1,218人  |
| 1860年                            | 2,493人  |
| 1870年                            | 5,546人  |
| 1880年                            | 6,582人  |
| 1890年                            | 8,408人  |
| 1900年                            | 11,703人 |
| 1910年                            | 17,842人 |
| 1920年                            | 20,050人 |
| 1930年                            | 29,623人 |
| 1940年                            | 30,103人 |
| 1950年                            | 29,684人 |
| 1960年                            | 44,797人 |
| 1970年                            | 44,208人 |
| 1980年                            | 39,967人 |
| 1990年                            | 33,862人 |
| 2000年                            | 33,099人 |
| 2010年                            | 31,492人 |
| 2020年                            | 29,749人 |

以下は2000年国勢調査における人口統計データである。
| 基礎データ - 人口: 33,099人 - 世帯数: 14,467世帯 - 家族数: 8,767家族 - 人口密度: 1,081.2人/km²（2,800.5人/mi²） - 住居数: 16,100軒 - 住居密度: 525.9軒/km²（1,362.2軒/mi²） 人種別人口構成 - 白人: 96.36% - アフリカン・アメリカン: 1.75% - ネイティブ・アメリカン: 0.42% - アジア人: 0.20% - 太平洋諸島系: 0.05% - その他の人種: 0.21% - 混血: 1.00% - ヒスパニック・ラテン系: 0.81% | 年齢別人口構成 - 18歳未満: 21.2% - 18-24歳: 9.1% - 25-44歳: 27.1% - 45-64歳: 23.7% - 65歳以上: 18.9% - 年齢の中央値: 40歳 - 性比（女性100人あたり男性の人口） - 総人口: 87.6 - 18歳以上: 83.9 世帯と家族（対世帯数） - 18歳未満の子供がいる: 25.0% - 結婚・同居している夫婦: 43.2% - 未婚・離婚・死別女性が世帯主: 13.5% - 非家族世帯: 39.4% - 単身世帯: 34.0% - 65歳以上の老人1人暮らし: 15.1% - 平均構成人数 - 世帯: 2.23人 - 家族: 2.83人 |